# Anyphops caledonicus
Anyphops caledonicus is een spinnensoort uit de familie van de Selenopidae.
De wetenschappelijke naam van de soort werd in 1940 als Selenops caledonicus gepubliceerd door Reginald Frederick Lawrence.